# Fredda Weiss
Fredda Weiss (* 21. März 1941 in den Vereinigten Staaten) ist eine US-amerikanische Filmproduzentin. Bei der Oscarverleihung 1987 wurde sie für die Produktion des Kurzfilms Love Struck für einen Oscar in der Kategorie „Bester Kurzfilm“ nominiert. Daneben produzierte sie die Filme Rocket Man (1986), Mörderischer Vorsprung (1988) und Tote lieben besser (1989).
Fredda Weiss war mit Richard Masur, dem Regisseur von Love Struck, verheiratet.

## Filmografie
- 1986: Rocket Man
- 1986: Love Struck (Kurzfilm)
- 1988: Mörderischer Vorsprung (Shoot to Kill)
- 1989: Tote lieben besser (Third Degree Burn)
- 1991: Zandalee – Das sechste Gebot (Zandalee) (Post-Production-Koordinatorin)